# Holubník

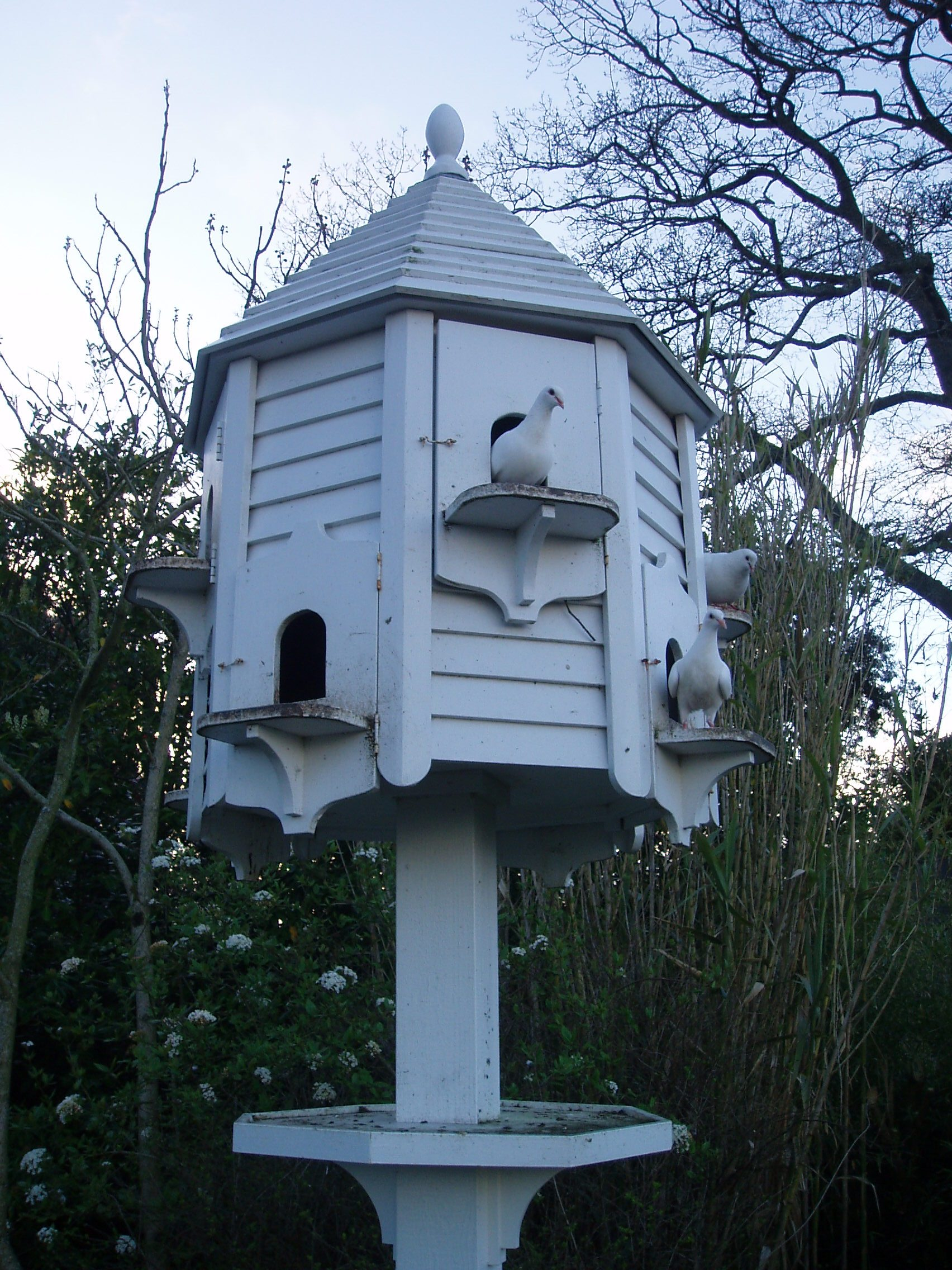
Sloupový holubník

Holubník je chovatelské zařízení určené pro chov a odchov holuba domácího. Podle konstrukce holubník poskytuje chovaným ptákům pouze prostor pro hnízdění nebo i úkryt před dravci a nepřízní počasí, v holubnících s voliérou mohou být holubi uzavřeni i trvale.
Nedílnou součástí každého holubníku je budník či krbec, ve kterém holubi hnízdí a odchovávají holoubata. Protože holubi jsou společenskými, hejnovými ptáky, je potřeba, aby v holubníku byly budníky alespoň pro tři páry holubů a ideální počet je minimálně pět až šest párů holubů.

## Druhy holubníků

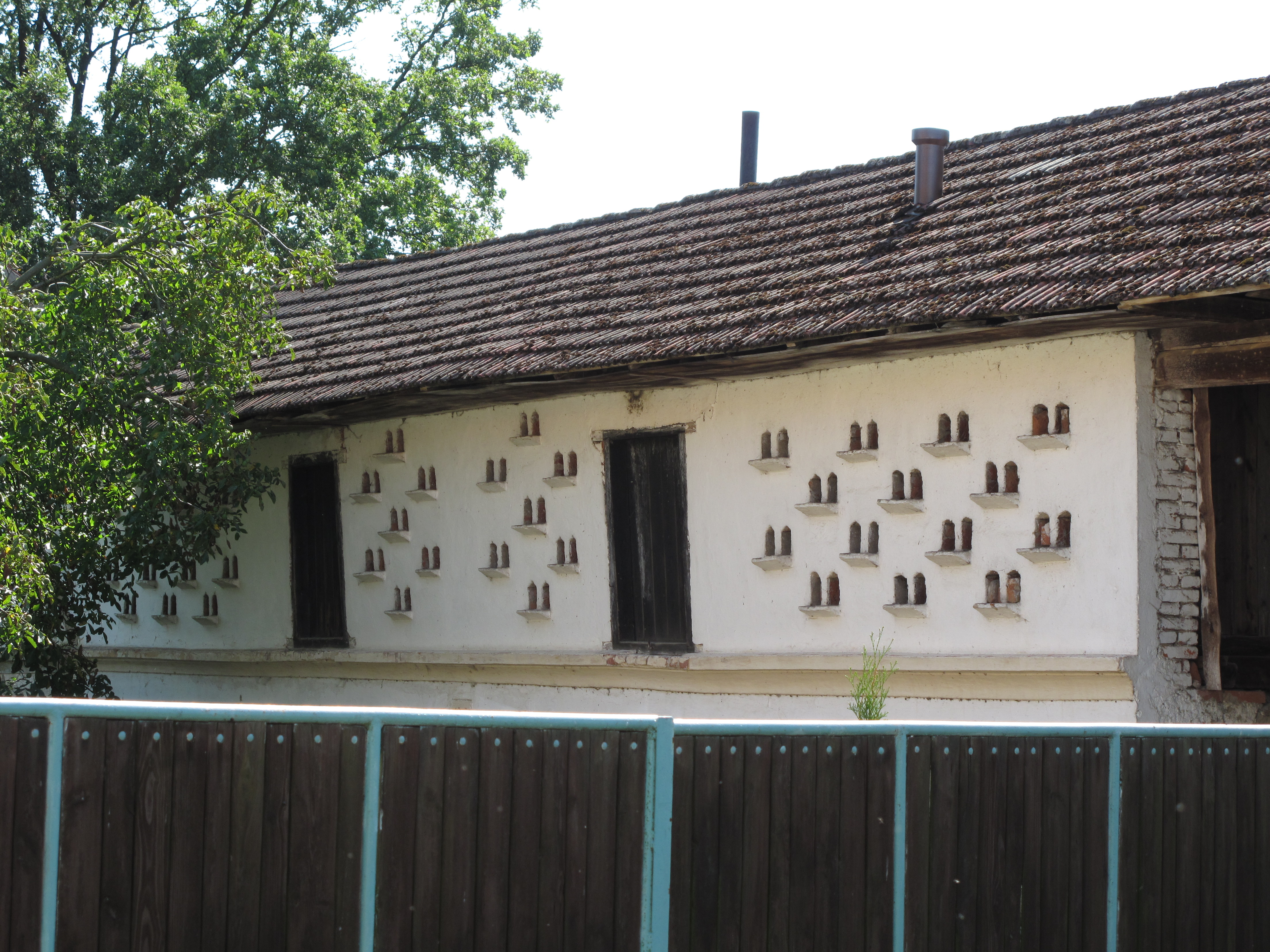
Nástěnný holubník v Borečnici

Zcela původním způsobem chovu holuba domácího po jeho domestikaci je chov volný. Člověk poskytuje holubům místo pro hnízdění a přikrmuje je, zvláště v zimě. Jinak se o sebe holubi starají sami a po většinu roku si hledají potravu v polích, tzv. polaří. V počátcích domestikace žádné holubníky neexistovaly a holubi hnízdili ve výklencích budov či v podkroví střech.
Nejstarším typem holubníku je holubník venkovní. Krbce jsou umístěné venku. Venkovní holubník je tvořený soustavou budníků, často ve více patrech. Podle konstrukce a umístění se tyto holubníky dále dělí na holubník nástěnný, podkrovní a sloupový. Nevýhodou všech venkovních holubníků je obtížné chytání holubů a jakékoliv řízení plemenitby spočívající v párování vybraných holubů a usazování nově získaných zvířat.
Nástěnný holubník může být tvořen několika jednoduchými budníky zavěšenými na stěnách budov, nebo je přímo vestavěný do vnější zdi hospodářské budovy. Druhé řešení holuby lépe chrání před nepřízní počasí. Podkrovní či podstřešní holubník je zpravidla tvořen jednou řadou budníků umístěnou pod protaženými střechami venkovských budov. Před povětrnostními vlivy chrání holuby ještě lépe, než holubníky nástěnné. Nevýhodou těchto holubníků je obtížná přístupnost a čistitelnost, i když některé holubníky této konstrukce mohou mít budníky přístupné i z vnitřku budov.
Sloupový holubník je objekt čtvercového nebo šestibokého půdorysu, umístěný na kůle. Nejčastěji stával na otevřeném prostranství dvora. Patří ke koloritu starých selských dvorů, ale k chovu holubů je z mnoha důvodů méně vhodný: holubi v něm trpí zimou a jejich ošetřování je velmi obtížné. Sloupový holubník se také velmi špatně čistí.

### Věžový holubník
Věžový holubník je větší, často zděná a samostatně stojící stavba, podobající se jinak konstrukcí sloupovému holubníku. Budníky pro hnízdící holuby se otevírají směrem ven a zevnitř věže jsou pro člověka dobře přístupné z podlážky u vnitřních schodů. Pro holuby má toto řešení stejné nevýhody jako sloupový holubník. Modifikací vnikl věžový komorový holubník, neboli holubí věž. V tomto holubníku jsou krbce umístěné podél stěn vnitřního prostoru věže. Holubi vylétávali společným výletem ven. Věžové holubníky byly nákladné stavby, které se stavěly především v Orientu, na území Čech už méně.

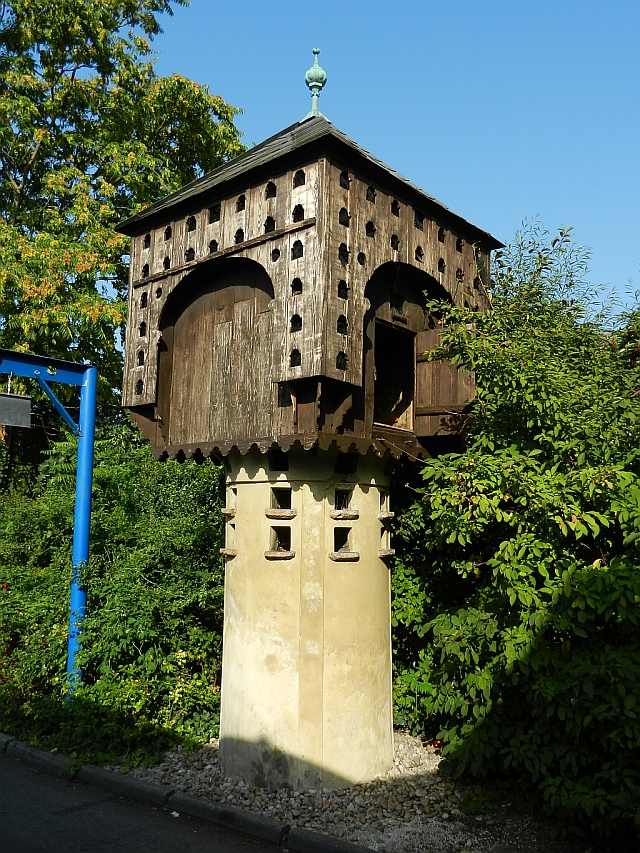
Věžový holubník
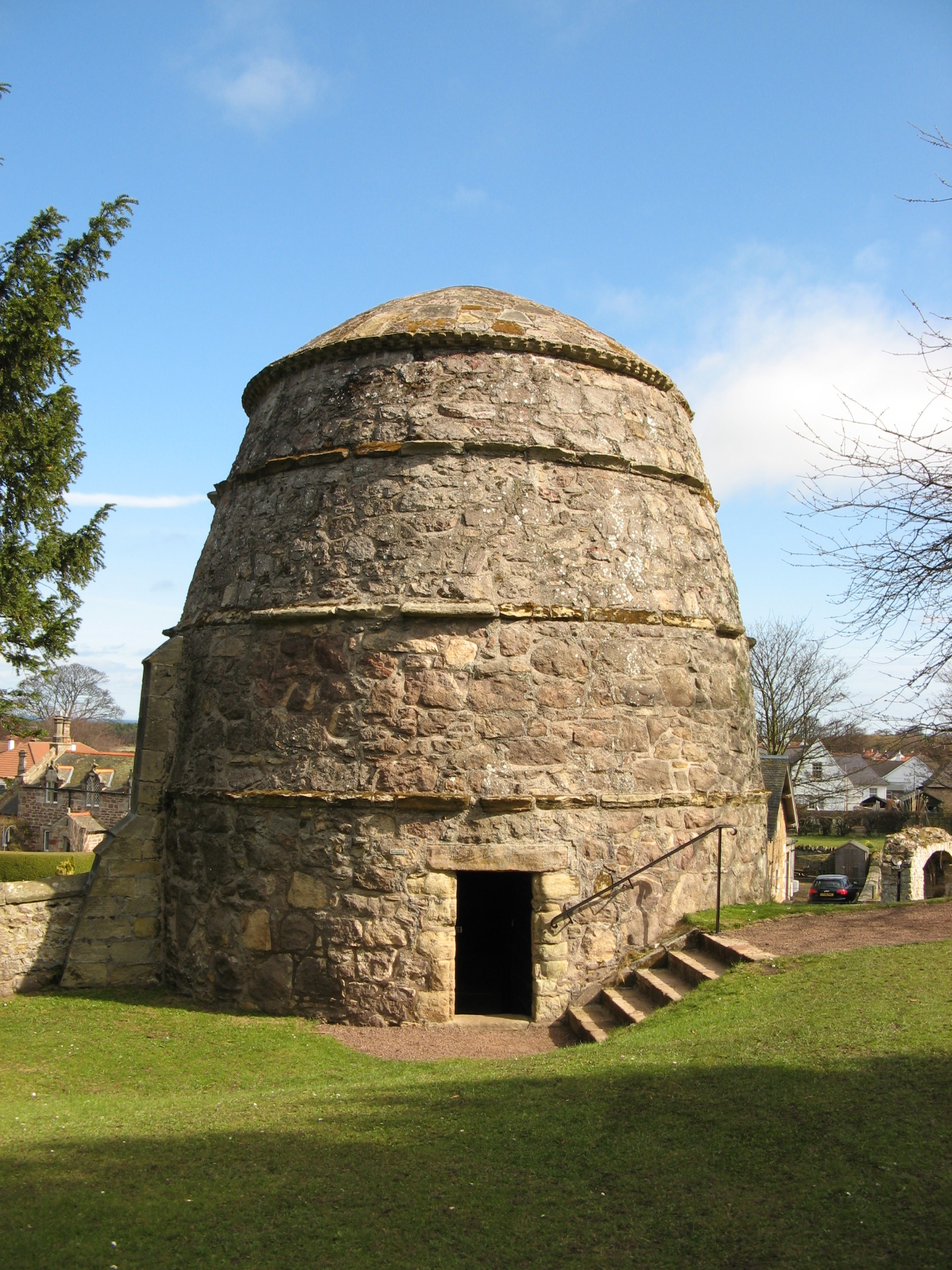
Věžový komorový holubník ve Skotsku
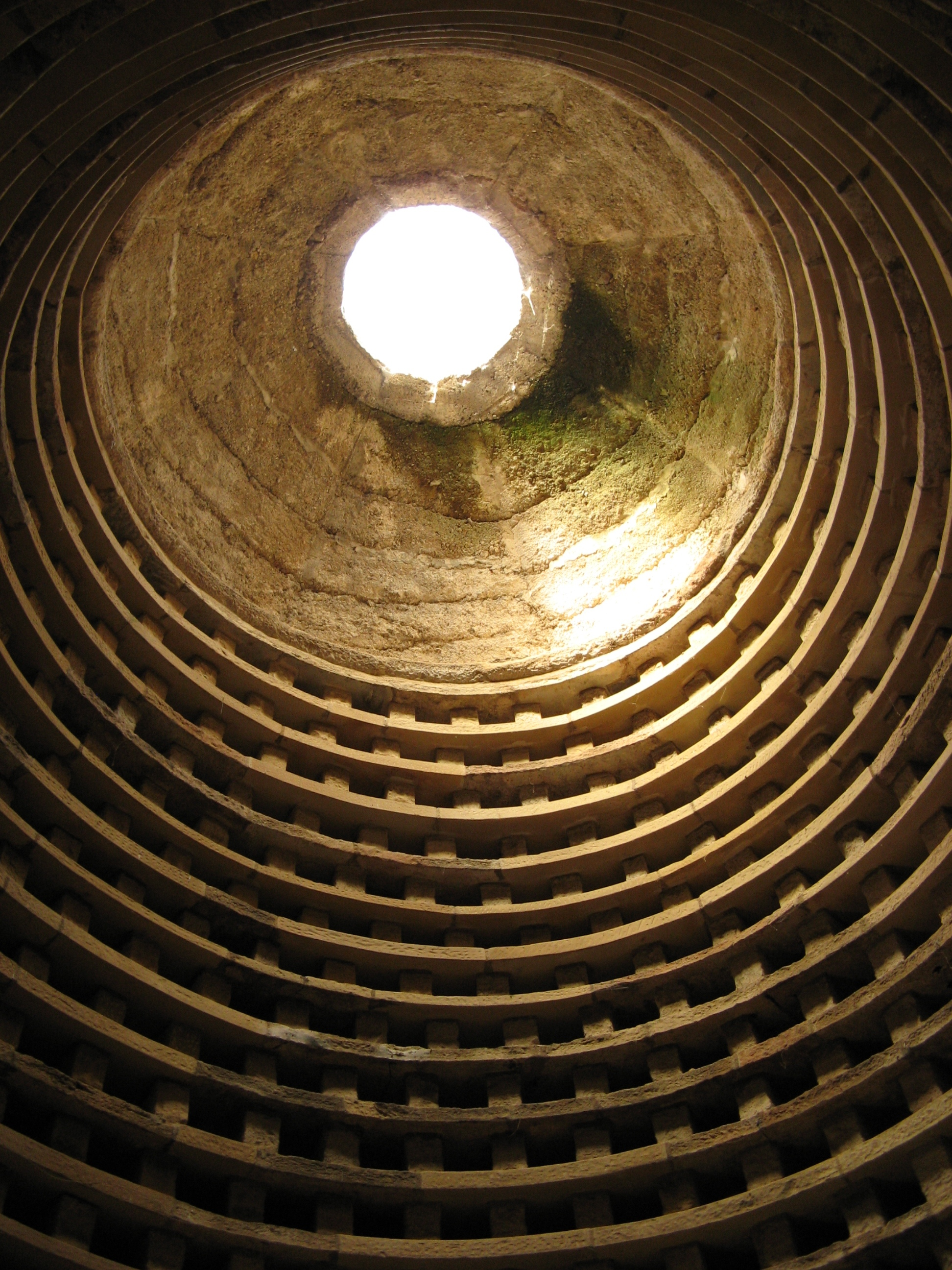
Vnitřek takového holubníku: po obvodu jsou budníky pro hnízdění holubů

### Mobilní holubník
Mobilní holubník je vynálezem Julia Neubronnera, který je používal při holubí fotografii ze vzduchu, především za první světové války. Na výstavách v roce 1909 v Drážďanech a ve Frankfurtu Neubronner vystavoval kombinovaný mobilní holubník s fotografickou temnou komorou. Trénoval malá holoubata, aby se vracela do holubníku i poté, co s ním přejel na jiné místo.

### Komorový holubník

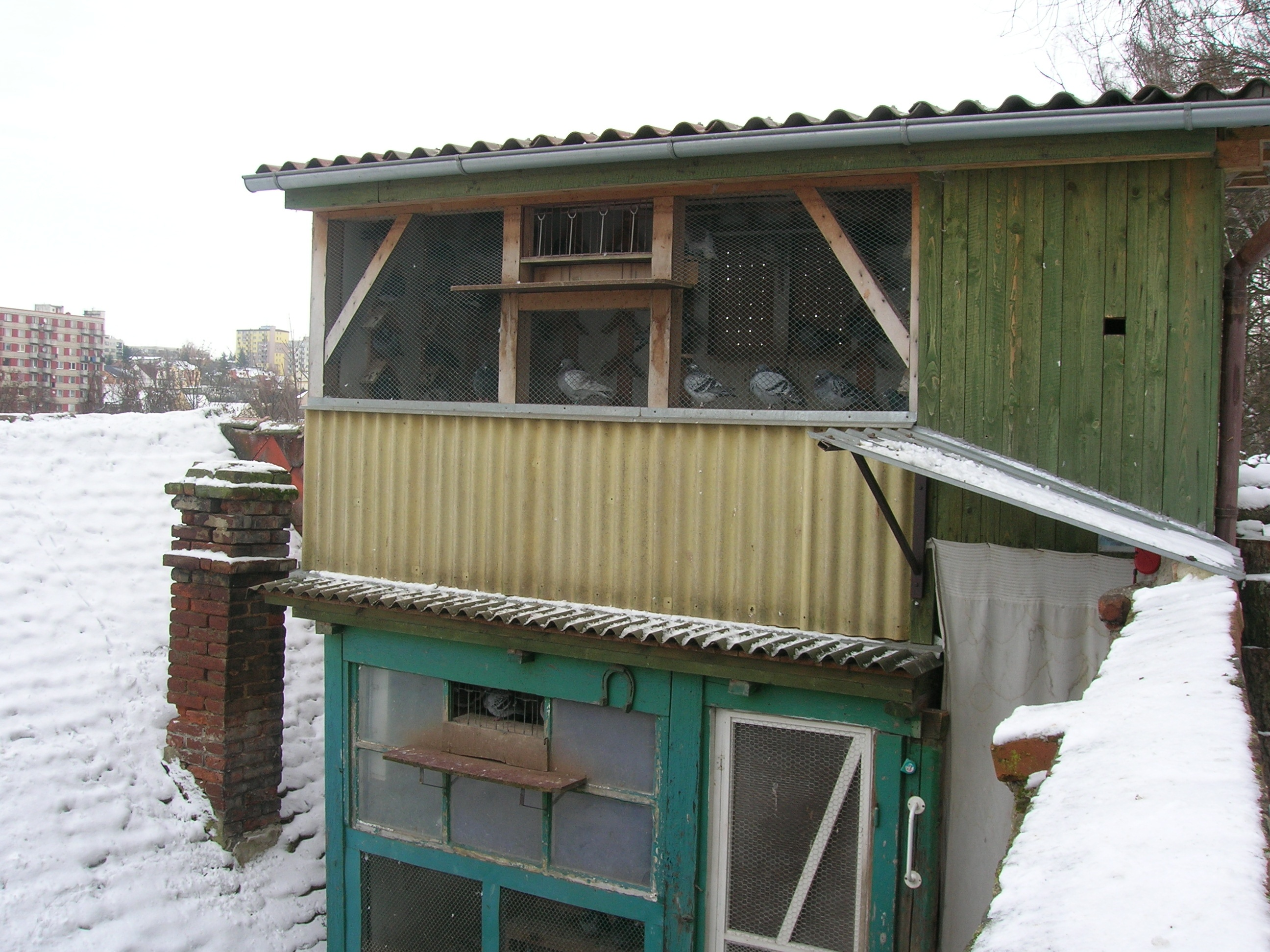
Komorový holubník

Komorový holubník, též komorák, je holubník, ve kterém jsou krbce umístěné uvnitř pro tento účel určené místnosti vybavené společným výletem. Takový holubník může stát buď samostatně, nebo je součástí jiných budov, jako je kůlna, stáj či dřevník. Mezi komorové holubníky patří též holubníky půdní. Podle své konstrukce mohou mít půdní holubníky výlet ve štítě budovy, nebo přímo ve střeše. Takový výlet je pro ptáky lépe přístupný, ale zároveň musí být zabezpečený před vnikáním koček, kun a jiných predátorů. Půdní holubník by měl mít na půdě domu vlastní stěny i strop a nesdílet je se samotnou půdou, protože jinak v létě trpí holubi horkem z rozpálené střechy. V zimě jsou tyto holubníky teplé a většinou bývají i dobře přístupné.
Ostatní komorové holubníky se podle umístění dělí na holubníky přízemní a holubníky v poschodí budov. Holubníky přízemní se hodí se prakticky pro všechna plemena holubů, v holubnících v poschodí, stejně tak i v půdním holubníku mohou být držena jen dobře létající plemena. Všechny typy komorových holubníků mohou být doplněné voliérou a holubi se buďto jen vypouštějí k proletu, nebo se trvale chovají uzavřeně.
V novodobém způsobu chovu se holubi drží nejčastěji právě v komorovém holubníku. Má mnoho výhod, holubi a jejich hnízda jsou chovateli snadno přístupná, dobře se čistí a v takovém holubníku je možné provádět kontrolu, evidenci i řízení chovu.